# Antero Immonen
Heimo Antero Immonen (* 19. Dezember 1935 in Kotka) ist ein ehemaliger finnischer Skispringer.

## Werdegang
Sein internationales Debüt gab Immonen, der für den Verein Lahden Hiihtoseura startete, bei der Nordischen Skiweltmeisterschaft 1958. Dabei sprang er von der Großschanze auf einen guten sechsten Rang. Erst drei Jahre später startete er erneut international. Bei der Vierschanzentournee 1961/62 erreichte er von der Schattenbergschanze in Oberstdorf Rang 16. Nach einem 20. Platz in Innsbruck erreichte er in Garmisch-Partenkirchen Rang 11. Nach einem weiteren 29. Platz in Bischofshofen landete er in der Tournee-Gesamtwertung auf Rang 15. Trotz dieses guten Gesamtergebnisses trat er zur Tournee 1962/63 nicht an. Erst zur Vierschanzentournee 1963/64 kam er zurück in den Finnischen Kader und überraschte mit Rang zwei in Oberstdorf. Seinen ersten und einzigen Podestplatz konnte er jedoch in der Folge nicht wiederholen. Nach zwei achten Plätzen in Innsbruck und Garmisch-Partenkirchen beendete er die Tournee mit Platz 17 in Bischofshofen. In der Gesamtwertung belegte er damit Platz fünf.
Sein international letztes Turnier bestritt Immonen mit dem Start bei den Olympischen Winterspielen 1964 in Innsbruck. Dabei gelang ihm in beiden Einzelspringen der 31. Platz.

## Erfolge

### Vierschanzentournee-Platzierungen
| Saison  | Platz | Punkte |
| ------- | ----- | ------ |
| 1961/62 | 15.   | 817,0  |
| 1963/64 | 05.   | 836,0  |